# Liste der Monuments historiques in Saint-Vincent-de-Paul (Gironde)
Die Liste der Monuments historiques in Saint-Vincent-de-Paul (Gironde) führt die Monuments historiques in der französischen Gemeinde Saint-Vincent-de-Paul auf.

## Liste der Bauwerke
| Bezeichnung               | Beschreibung                      | Standort | Kennzeichnung | Schutzstatus | Datum | Bild |
| ------------------------- | --------------------------------- | -------- | ------------- | ------------ | ----- | ---- |
| Kirche St-Vincent-de-Paul | Erbaut Mitte des 19. Jahrhunderts | (Lage)   | PA33000063    | Inscrit      | 2002  |      |

## Liste der Objekte
| Bezeichnung                                   | Beschreibung                             | Standort                                | Kennzeichnung | Schutzstatus | Datum | Bild |
| --------------------------------------------- | ---------------------------------------- | --------------------------------------- | ------------- | ------------ | ----- | ---- |
| Ölgemälde Madonna mit Kind                    | 1875                                     | in der Kirche St-Vincent-de-Paul (Lage) | PM33001469    | Inscrit      | 1981  |      |
| Wandvertäfelung und Schränke in der Sakristei | Holz, zweite Hälfte des 19. Jahrhunderts | in der Kirche St-Vincent-de-Paul (Lage) | PM33001470    | Inscrit      | 1981  |      |
| Skulptur Christus am Kreuz                    | Holz, bemalt, 19. Jahrhundert            | in der Kirche St-Vincent-de-Paul (Lage) | PM33001468    | Classé       | 1942  |      |